# Campeonato Mundial de Halterofilia de 2026
El XCI Campeonato Mundial de Halterofilia se celebrará en Ningbo (China) en el año 2026 bajo la organización de la Federación Internacional de Halterofilia (IWF) y la Federación China de Halterofilia.